# Rumbach (Lauter)
Der Rumbach ist ein etwa 2,7 km langer Wasserlauf im südpfälzischen Teil des Wasgaus (Rheinland-Pfalz) und ein rechter Zufluss der Lauter, die hier, an ihrem Oberlauf, noch Wieslauter genannt wird.

## Name
Der gleichnamige Ort Rumbach wird 1371 als Roenebach erstmals urkundlich erwähnt. Das Bestimmungswort leitet sich vom mittelhochdeutschen Wort rone für „umgestürzter Baumstamm, Klotz“ ab.

## Geographie

### Verlauf
Der Rumbach entspringt auf einer Höhe von 255 m ü. NHN  im mittleren Wasgau im Dahner Felsenland nördlich des Beißenberges (484,7 m ü. NHN) in einer mitten im Wald gelegenen Wiese im Gewann Im Gönnelswoog am Nordrand des Naturschutzgebietes Brauntal. Er gräbt zunächst nordwärts ein Tal zwischen den Hängen des Großen Heinzenkopfes (309,3 m ü. NHN) und des Berges  An der Stirne (400,6 m ü. NHN) und unterquert dort die Landesstraße 478, welche ihn auf seinen weiteren Laufe ständig begleiten wird.
Sein Weg führt fortan entlang eines Grünstreifens, welcher rechts und links durch Wald begrenzt wird, durch das Gewann Auf der Klafterhalde westlich am Steinberg vorbei. Etwa einen halben Kilometer bachabwärts erreicht er den Südrand der gleichnamigen Ortsgemeinde. Nördlich der Straße In den Heuwiesen wechselt er seinen Lauf nach Nordosten. Er verlässt die Ortschaft beim Gewann Bei der Lücke und fließt dann westwärts durch Grünland. Südlich des Wohnplatzes Fabrik Aubühl staut er sich zu einem kleinen Woog und mündet schließlich bei Bundenthal südlich der Rumbacher Straße in der Nähe des Bahnhofes Bundenthal-Rumbach auf einer Höhe von 179 m ü. NHN von rechts in die Wieslauter.

### Einzugsgebiet
Das 5,454 km² große Einzugsgebiet des Rumbachs liegt im Dahner Felsenland und wird durch ihn über die Lauter und den Rhein zur Nordsee entwässert.
Es grenzt
- im Osten an das Einzugsgebiet der Wieslauter;
- im Südosten an das des Bachs aus der Dennenhalde und an das des Litschbachss, die beide in die Lauter münden;
- im Süden an das des Saarbachs, der als Sauer in den Rhein entwässert;
- im Südwesten an das des Bachs aus dem Wiesengrund, der in den Saarbach mündet;
- im Westen an das des Rumbach, der ebenfalls in den Saarbach mündet und
- im Nordwesten und Norden an das des Dumbachs, der in die Wieslauter mündet.

Das Einzugsgebiet ist zum großen Teil bewaldet und die höchste Erhebung ist der Kuhnenkopf mit einer Höhe von 530,9 m ü. NHN im Süden des Einzugsgebiets.

## Geschichte
Inmitten des Zweiten Weltkriegs mussten in Rumbach untergebrachte sowjetische Kriegsgefangene alle Bäume im Einzugsbereich des Oberlaufs des Rumbachs abholzen, um der Wehrmacht freies Schussfeld zu garantieren.